# اندیس کرومیت شمال گونیچ
کرومیت شمال گونیچ یک اندیس فلزی است که در حوالی شهر دور چینگ استان سیستان و بلوچستان قرار دارد و مادهٔ معدنی موجود در آن، کرومیت است.سنگ میزبان این اندیس الترامافیک ، پیریدوتیت تکتونیزه است و دیرینگی آن به دوران کرتاسه می‌رسد. 